# Bashir Abdi
Bashir Abdi (Mogadishu, 10 februari 1989) is een Belgische atleet van Somalische origine. Aanvankelijk deed hij in de winter aan veldlopen en legde hij zich in de zomer toe op middellange afstanden. De laatste jaren focust hij zich vooral op de lange afstanden op de weg. Hij is nationaal recordhouder op de uurloop en de marathon en heeft sinds 4 september 2020 met 56.20,02 de beste wereldprestatie op de 20.000 m op zijn naam staan. Die prestatie geldt tevens als officieel Europees record. Hij nam ook driemaal deel aan de Olympische Spelen en behaalde in 2021 een bronzen en in 2024 een zilveren medaille op de marathon. 

## Biografie
Abdi is geboren in Mogadishu, Somalië. Toen hij zes jaar oud was, is zijn familie het land ontvlucht. Na enkele omzwervingen in Europa, is de familie in 2002 uiteindelijk in Gent beland. Abdi is beginnen te lopen toen hij zestien was.
In 2012 behaalde Abdi zijn eerste grote succes door goud te winnen bij de Belgische kampioenschappen veldlopen. Een jaar later moest hij genoegen nemen met het zilver. In 2013 won hij de Sylvestercross. In 2016 maakte hij zijn olympisch debuut bij de Olympische Spelen van Rio. Hij kwam uit op de 10.000 m en finishte hier op een twintigste plaats. Op de 5000 m overleefde hij de reeksen niet.
In 2018 maakte Abdi zijn debuut op de marathon in Rotterdam, hetgeen resulteerde in een achtste plaats in 2:10.46. In 2019 liep hij de marathon van Londen in 2:07.03. Hij verbeterde daarbij het drieëntwintig jaar oude Belgische record van Vincent Rousseau. Een half jaar later verbeterde hij zijn Belgisch record alweer tijdens de Chicago Marathon. Abdi passeerde de finishlijn in 2:06.14. Op 1 maart 2020 deed hij het nog beter. Met een tijd van 2:04.49 op de marathon van Tokio verpulverde hij zijn eigen Belgisch record opnieuw, om zo de tweede Europese tijd ooit te lopen. Op 4 september 2020 nam Bashir tijdens de Memorial Van Damme deel aan een uurloop. Achter de Brit Mo Farah, die een afstand aflegde van 21.330 meter en daarmee een wereldrecord vestigde, kwam Abdi tot 21.322 m, een Belgisch record. Tijdens deze race werd hij op de 20.000 m als eerste geklokt op een doorkomsttijd van 56.20,02, een beste wereldprestatie en een officieel Europees record.
In augustus 2021 behaalde Abdi op de marathon de bronzen medaille op de Olympische Spelen van 2020 in Tokio, de eerste olympische marathonmedaille voor België sinds 1976, toen Karel Lismont ook brons won.
Eind oktober 2021 was hij de winnaar van de marathon van Rotterdam in een nieuw Europees en parcoursrecord van 2:03.36, veertig seconden sneller dan het vorige Europees record. Hij is pas de tweede Belg die erin is geslaagd om deze marathon te winnen, na Vincent Rousseau in 1994, toen in een tijd van 2:07.51.
Op 10 augustus 2024 behaalde Abdi op de marathon de zilveren medaille op de Olympische Spelen van 2024 in Parijs. Hij liep deze maraton in 2:06.47 en eindigde 21 seconden achter de goudenmedaillewinnaar Tamirat Tola . Met deze tijd verbrak hij ook het Belgische record op de marathon in de master M35 categorie. 

## Belgische kampioenschappen
| Onderdeel      | Jaar |
| -------------- | ---- |
| halve marathon | 2023 |
| veldlopen      | 2012 |

## Persoonlijke records
Baan
| Onderdeel | Prestatie           | Datum            | Plaats     |
| --------- | ------------------- | ---------------- | ---------- |
| 1500 m    | 3.36,55             | 5 juli 2014      | Oordegem   |
| 3000 m    | 7.40,44             | 24 juli 2015     | Londen     |
| 5000 m    | 13.04,91            | 31 augustus 2018 | Brussel    |
| 10.000 m  | 27.24,41            | 5 juni 2021      | Birmingham |
| 20.000 m  | 56.20,02 (WBP, APB) | 4 september 2020 | Brussel    |
| 1 uur     | 21.322 m (NR)       | 4 september 2020 | Brussel    |

Weg
| Onderdeel      | Prestatie        | Datum           | Plaats        |
| -------------- | ---------------- | --------------- | ------------- |
| 10 km          | 27.46 (NR)       | 26 mei 2024     | Manchester    |
| 15 km          | 42.29            | 1 december 2019 | 's-Heerenberg |
| halve marathon | 59.51 (NR)       | 12 maart 2023   | Gent          |
| marathon       | 2:03.36 (AR, NR) | 24 oktober 2021 | Rotterdam     |

## Palmares

### 1500 m
- 2014: 7e Memorial Leon Buyle in Oordegem - 3.36,55

### 3000 m
- 2014: 6e FBK Games - 7.44,12

Diamond League-resultaten
- 2015: 6e London Grand Prix - 7.40,44

### 5000 m
- 2011: 15e EK U23 in Ostrava - 14.30,52
- 2012: 8e EK in Helsinki - 13.39,01
- 2014: 16e EK in Zürich - 14.24,73
- 2015:  Nacht van de Atletiek - 13.06,10
- 2016: 16e in serie OS in Rio de Janeiro - 13.42,82

### 10.000 m
- 2012: 4e EK in Helsinki - 28.23,72
- 2013: 23e WK in Moskou - 28.41,69
- 2014: 5e EK in Zürich - 28.13,61
- 2015: DNF WK in Peking
- 2016: 20e OS in Rio de Janeiro - 28.01,49
- 2018:  EK in Berlijn - 28.11,76

### Uurloop
Diamond League-resultaten
- 2020:  Memorial Van Damme - 21.322 m (NR)

### 10 km
- 2016:  Singelloop Utrecht - 28.31
- 2019:  Groet uit Schoorl - 28.07
- 2019:  San Silvestre Vallecana - 27.47
- 2024:  Great Manchester Run - 27.46 (NR)

### 12 km
- 2011:  Zandvoort Circuit Run - 35.56
- 2012:  Zandvoort Circuit Run - 35.42
- 2015:  Zandvoort Circuit Run - 37.12
- 2015:  Bay to Breakers - 35.27
- 2016:  Zandvoort Circuit Run - 36.24
- 2017:  Zandvoort Circuit Run - 36.15

### 15 km
- 2009:  Dwars door Hasselt - 45.39
- 2010:  Dwars door Hasselt - 44.41
- 2018: 5e Zevenheuvelenloop - 43.40
- 2018:  Montferland Run - 43.40
- 2019: 5e Montferland Run - 42.29

### 10 mijl
- 2015: 6e Dam tot Damloop - 46.40
- 2016: 6e Dam tot Damloop - 47.21

### halve marathon
- 2015: 6e Great North Run (21,1 km) - 1:02.06
- 2017: 9e halve marathon van Lille - 1:01.50
- 2018:  Great North Run (21,1 km) - 1:00.42
- 2020:  halve marathon van Egmond - 1:08.23
- 2021:  halve marathon van Gent - 1:00.30
- 2023:  BK in Gent - 59.51 (NR)

### marathon
- 2018: 8e Rotterdam Marathon - 2:10.46
- 2019: 7e Marathon van Londen - 2:07.03 (NR)
- 2019: 5e Chicago Marathon - 2:06.14 (NR)
- 2020:  Tokio Marathon - 2:04.49 (NR)
- 2021:  OS in Tokio - 2:10.00
- 2021:  marathon van Rotterdam - 2:03.36 (ER, NR)
- 2022: 4e marathon van Rotterdam - 2:05.23
- 2022:  WK in Eugene - 2:06.48
- 2022:  Marathon van Londen - 2:05.19
- 2023:  marathon van Rotterdam - 2:03.47
- 2023:  Chicago Marathon - 2:04.32
- 2024:  OS in Parijs - 2:06.47

### veldlopen
- 2008: 8e BK in Oostende (6,675 km) - 21.00
- 2009: 16e BK in Oostende (3,075 km) - 9.27
- 2010: 41e EK voor beloften in Albufeira - 25.25
- 2011: 4e BK in Oostende (10 km) - 29.25
- 2012:  BK in Oostende (10 km) - 30.39
- 2012: 9e EK in Boedapest (9,88 km) - 30.26
- 2013:  BK (10,075 km) - 32.27
- 2013: 8e EK in Belgrado (10 km) - 29.53 (+ zilver in landenklassement)
- 2013:  Sylvestercross in Soest (10,4 km) - 35.02
- 2014:  BK in Wachtebeke (10,5 km) - 31.40
- 2016:  BK in Wachtebeke
- 2016:  Crosscup in Mol - 27.41
- 2017:  Sylvestercross in Soest - 35.45

## Onderscheidingen
- 2019: Gouden Spike[12]
- 2021: Nationale trofee voor sportverdienste[13]
- 2021: Vlaamse Reus
- 2021: Gouden Spike
- 2022: Gouden Spike[14]
- 2023: Gouden Spike
- 2024: Gouden Spike
- 2024: Vlaams Sportjuweel[15]

1928 Louis Crooy en Victor Groenen · 1929 Georges Ronsse · 1930 Hyacinthe Roosen · 1931 René Milhoux en Jules Tacheny · 1933 Jef Scherens · 1934 Union Sint-Gillis · 1935 Arnold de Looz-Corswarem · 1936 Ernest Demuyter · 1937 Joseph Mostert · 1938 Hubert Carton de Wiart · 1939 Henry de Menten de Horne · 1940 Fernande Caroen · 1941 Jan Guilini · 1942 Pol Braekman · 1943 Albert de Ligne · 1944 niet toegekend · 1945 vliegend personeel van de Belgische sectie van de Royal Air Force · 1946 Gaston Reiff · 1947 Micheline Lannoy en Pierre Baugniet · 1948 Etienne Gailly · 1949 Feru Moulin · 1950 Briek Schotte · 1951 Johny Claes en Jacques Ickx · 1952 André Noyelle · 1953 bemanning van het jacht Omoo (zeilsport) · 1954 Adolf Verschueren · 1955 Roger Moens · 1956 Gilberte Thirion · 1957 Jacky Brichant en Philippe Washer · 1958 René Baeten · 1959 Belgische hockeyploeg bij de mannen · 1960 Flory Van Donck · 1961 Rik Van Looy · 1962 Gaston Roelants · 1963 Aureel Vandendriessche · 1964 Joël Robert · 1965 Eerste Jachtwing van de Belgische Luchtmacht · 1966 Raymond Ceulemans · 1967 Ferdinand Bracke en Eddy Merckx · 1968 Jacky Ickx · 1969 Serge Reding · 1970 Freddy Herbrand · 1971 Miel Puttemans · 1972 Karel Lismont · 1973 Roger De Coster · 1974 Paul Van Himst · 1975 Jean-Pierre Burny · 1976 Ivo Van Damme · 1977 Gaston Rahier · 1978 RSC Anderlecht · 1979 Robert Van de Walle · 1980 Belgische voetbalploeg bij de mannen · 1981 Annie Lambrechts · 1982 Ingrid Berghmans · 1983 Eddy Annys · 1984 André Malherbe · 1985 niet toegekend · 1986 William Van Dijck · 1987 Ingrid Lempereur · 1988 Eric Geboers · 1989 Michel Preud'homme · 1990 Jan Ceulemans · 1991 Jean-Michel Saive · 1992 Annelies Bredael · 1993 Vincent Rousseau · 1994 Brigitte Becue · 1995 Frédérik Deburghgraeve · 1996 Johan Museeuw · 1997 Luc Van Lierde · 1998 Ulla Werbrouck · 1999 Gella Vandecaveye · 2000 Joël Smets · 2001 Kim Clijsters en Justine Henin · 2002 Marc Wilmots · 2003 Stefan Everts · 2004 Axel Merckx · 2005 Tom Boonen · 2006 Kim Gevaert en Tia Hellebaut · 2007 4x100m-estafetteploeg voor vrouwen · 2008 niet toegekend · 2009 Philippe Gilbert · 2010 Philippe Le Jeune · 2011 Kevin Borlée · 2012 Evi Van Acker · 2013 Frederik Van Lierde · 2014 Daniel Van Buyten · 2015 4x400m-estafetteploeg voor mannen · 2016 Nafissatou Thiam · 2017 David Goffin · 2018 Nina Derwael · 2019 Belgische hockeyploeg bij de mannen · 2020 Wout van Aert · 2021 Bashir Abdi · 2022 Remco Evenepoel · 2023 Bart Swings · 2024 Lotte Kopecky
1992 Sabine Appelmans · 1993 Gella Vandecaveye · 1994 Frédérik Deburghgraeve · 1995 Johan Museeuw · 1996 Luc Van Lierde · 1997 Luc Van Lierde · 1998 Frédérik Deburghgraeve · 1999 Luc Van Lierde · 2000 Kim Clijsters · 2001 Kim Clijsters · 2002 Kim Gevaert · 2003 Marc Herremans · 2004 Kim Gevaert · 2005 Tom Boonen · 2006 Tia Hellebaut · 2007 Kim Gevaert · 2008 Tia Hellebaut · 2009 Niels Albert · 2010 Kim Clijsters · 2011 Thomas Van Der Plaetsen · 2012 Evi Van Acker · 2013 Frederik Van Lierde · 2014 Delfine Persoon · 2015 Marieke Vervoort · 2016 Greg Van Avermaet · 2017 Nina Derwael · 2018 Nina Derwael · 2019 Emma Meesseman · 2020 Wout van Aert · 2021 Bashir Abdi en Peter Genyn · 2022 Remco Evenepoel · 2023 Patrick Lefevere · 2024 Jan Vertonghen